# 5. svibnja
5. svibnja (5. 5.) 125. je dan godine po gregorijanskom kalendaru (126. u prijestupnoj godini).
Do kraja godine ima još 240 dana.

## Događaji
- 1260. – Kublaj-kan zavladao je Mongolskim Carstvom.
- 1597. – Otvoren Isusovački kolegij u Ljubljani, prva visokoškolska ustanova na tlu Slovenije.
- 1862. – Meksičke postrojbe, predvođene Ignacijem Zaragozom pobijedile francuske postrojbe u Bitci kod Pueble.
- 1886. – Bay View, Wisconsin: pripadnici Nacionalne garde, prema naredbi guvernera Jeremiaha M. Ruska, zapucali u mnoštvo prosvjednika ispred čeličane i ubili sedam ljudi.
- 1912. – Dragutin Novak, prvi hrvatski pilot, pobjeđuje na aeromitingu u Grazu gdje doživljava pad.
- 1912. – U Zagrebu službeno otvoren stadion u Maksimiru.
- 1936. – Talijanske trupe okupirale Adis Abebu.
- 1941. – Car Haile Selassie vratio se u Adis Abebu nakon poraza talijanske vojske u Etiopiji.
- 1945. – Drugi svjetski rat: kanadske i britanske snage oslobodile Nizozemsku i Dansku od njemačke okupacije.
- 1945. – Pobuna protiv nacista u Pragu
- 1990. – U Zagrebu je održan 35. izbor za pjesmu Europe, Eurosong. Pobjednik je bio Talijan Toto Cutugno s pjesmom "Insieme:1992" (Zajedno:1992.)

| - 1729. – Antun Janković Daruvarski, hrvatski plemić i političar († 1789.) - 1747. – Leopold II., njemačko-rimski car i ugarsko-hrvatski kralj († 1792.) - 1813. – Søren Kierkegaard, danski filozof, teolog i književnik († 1855.) - 1818. – Karl Marx, njemački filozof i revolucionar († 1883.) - 1846. – Henryk Sienkiewicz, poljski književnik († 1916.) - 1911. – Vojko Kiš, hrvatski pravnik, pijanist i glazbeni pedagog († 1999.) - 1939. – Miljenko Foretić, hrvatski teatrolog, povjesničar i povjesničar umjetnosti († 2003.) - 1960. – Vlasta Ramljak, hrvatska glumica - 1975. – Ivica Pucar, hrvatski glumac - 1982. – Lidija Horvat, hrvatska rukometašica - 1988. – Adele, britanska pjevačica - 1989. – Chris Brown, američki pjevač - 1995. – Roman Protaševič, bjeloruski novinar - 1998. – Arina Sabaljenka, bjeloruska tenisačica - 2003. – Carlos Alcaraz, španjolski tenisač | - 1705. – Leopold I., njemačko-rimski car, ugarsko-hrvatski i češki kralj (* 1640.) - 1836. – Nunzio Sulprizio, talijanski svetac (* 1817.) - 1969. – Slavko Ježić, hrvatski književnik, književni povjesničar i prevoditelj (* 1895.) - 1977. – Ludwig Erhard, njemački političar i kancelar (* 1897.) - 1985. – Juraj Jurjević, hrvatski književnik (* 1910.) - 1995. – Mihail Botvinik, ruski šahist (* 1911.) - 2012. – Slobodan Budak, hrvatski pravnik |

## Blagdani i spomendani
- Dan grada Pule,
- Dan hrvatske leksikografije.[1]
- Nunzio Sulprizio